# Ogni tanto
Ogni tanto è un brano musicale della cantante italiana Gianna Nannini, pubblicato come singolo disponibile per il download digitale ed entrato in rotazione radiofonica a partire dal 3 dicembre 2010, con un mese d'anticipo rispetto all'album nel quale è contenuto, Io e te. Il brano è stato scritto dalla Nannini, insieme a Pacifico e Wil Malone. Ha raggiunto per più settimane la 2ª posizione dei più trasmessi in radio, dietro solo a Tutto l'amore che ho di Jovanotti.

## Descrizione
Il brano, così come tutte le tracce di Io e te, è stato registrato presso gli Abbey Road Studios di Londra.
Parlando del brano la cantautrice ha detto:
Il testo del brano richiama in parte la nascita di Penelope, prima figlia di Gianna Nannini, nata il 26 novembre 2010, pochi giorni prima la pubblicazione del brano.

## Video musicale
Il video musicale prodotto per Ogni tanto è stato diretto da Cosimo Alemà per The Mob, e girato fra Londra, Roma ed altre città. Il video, ispirato alle atmosfere dei quadri di Monet è stato realizzato interamente in bianco e nero. È stato presentato in anteprima l'11 dicembre 2010 sul sito web de La Repubblica.

## Tracce
Download digitale
1. Ogni tanto - 3:30

## Classifiche
| Classifica (2010) | Posizione massima |
| ----------------- | ----------------- |
| Italia            | 3                 |
| Svizzera          | 62                |

### Classifica italiana
| Posizione | 12 | 4 | 6 | 7 | 5 | 3 | 3 | 4 | 6 | 9 | 7 |